# Estadio Čika Dača
El Stadion Čika Dača (en serbio cirílico: Стадион Чика Дача) es un estadio de fútbol de Kragujevac, Serbia. El estadio tiene una capacidad para 22 100 espectadores y en él disputa sus partidos como local el FK Radnički 1923. El recinto fue inaugurado el 6 de junio de 1957. El nombre del estadio se debe a Danilo Stojanović, conocido como Čika Dača, y que es considerado el artífice del fútbol serbio.

## Historia
La construcción del Stadion Čika Dača se inició en 1949 y se prolongó durante ocho años. Finalmente el estadio fue inaugurado el 6 de junio de 1957 y fue llamado Gradski stadion (en español: Estadio Municipal). El estadio contaba con capacidad para 30 000 espectadores y el primer partido que se disputó fue entre el FK Radnički y el FK Partizan, que terminó con empate a dos goles.
El verano de 2007 el estadio fue sometido a remodelación y se instalaron asientos de plástico, por lo que la capacidad actual del estadio se redujo a 22 100 espectadores, todos ellos sentados.

## Imágenes

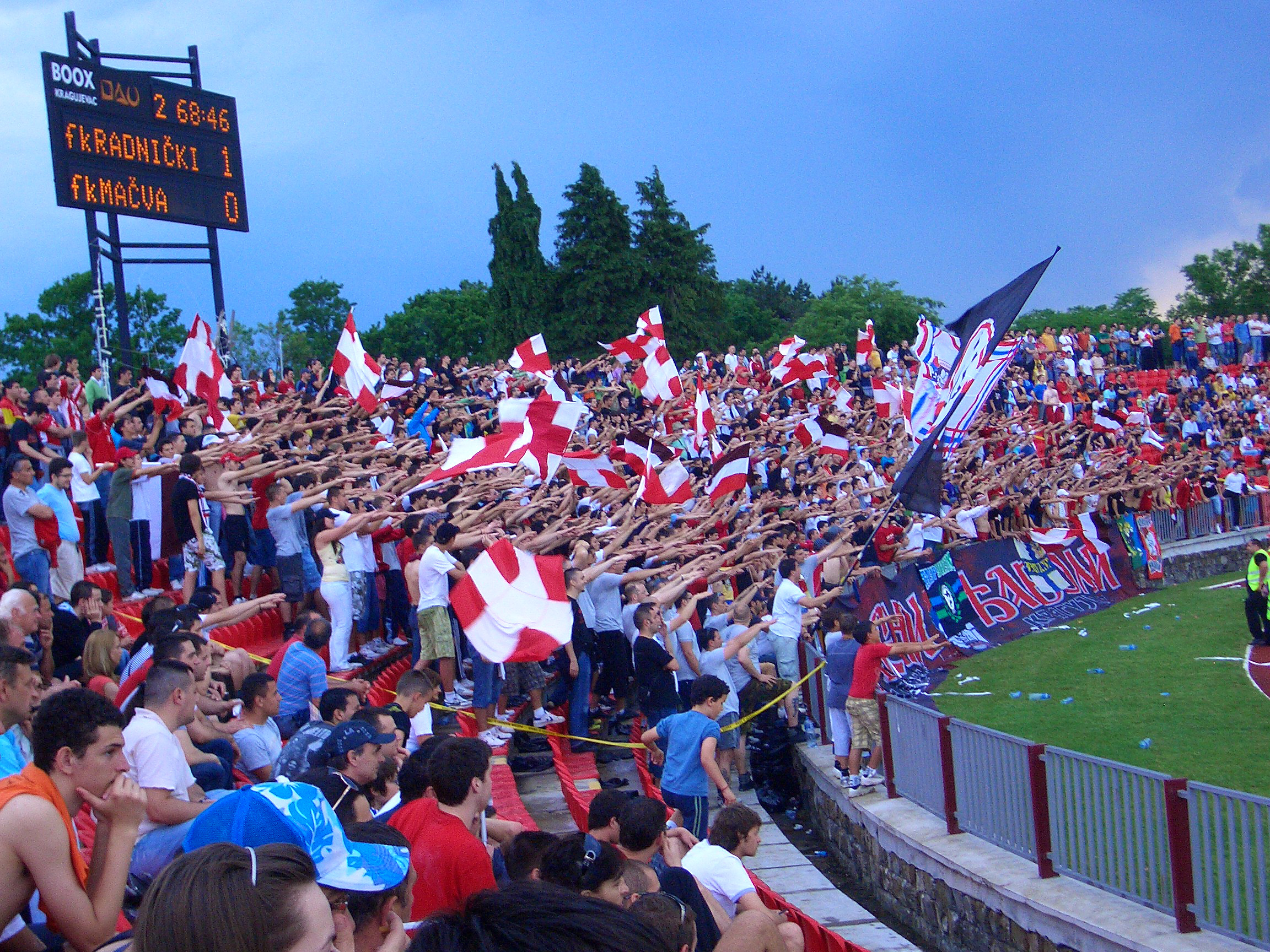
Afición del FK Radnički en el estadio.
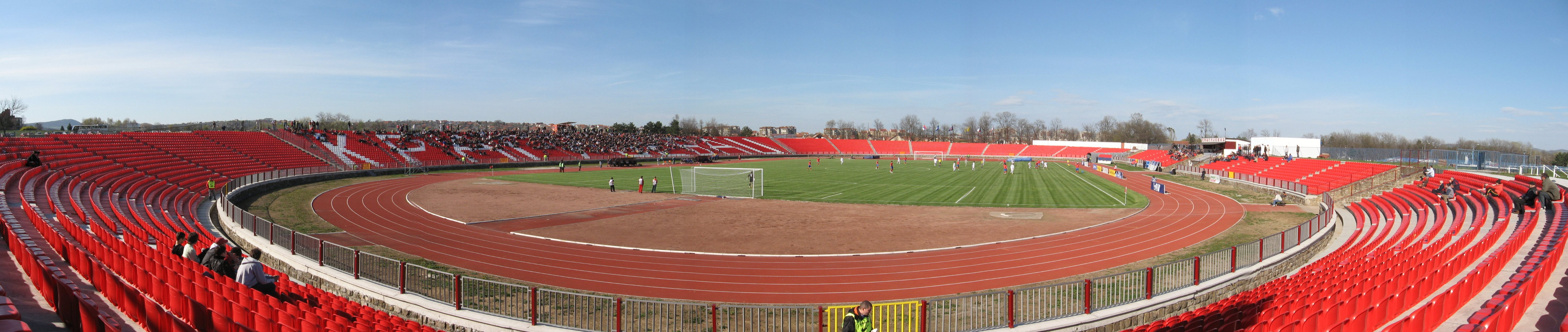
Panorámica del estadio.